# Mjölby statliga allmänna gymnasium och realskola
Mjölby statliga allmänna gymnasium och realskola var ett läroverk i Mjölby verksamt från 1917 till 1968.

## Historia
Skolan var från 1917 en kommunal mellanskola som omkring 1930 ombildades till en samrealskola, från 1959 med ett kommunalt gymnasium.
1964 hade gymnasiet helt förstatligats och skolan blev då Mjölby statliga allmänna gymnasium och realskola. Skolan kommunaliserades 1966 och namnändrades därefter till Lagmansskolan. Studentexamen gavs från 1962 till 1968 och realexamen från 1918 till 1966.